# Journeyman – Der Zeitspringer
Journeyman – Der Zeitspringer ist eine US-amerikanische Fernsehserie über einen Mann, der die Zeiten wechselt, um das Leben einer bestimmten Person zu verändern. Sie lief 2007 auf dem US-amerikanischen Sender NBC und wurde nach einer Staffel eingestellt.

## Handlung
Dan Vasser ist ein Zeitungsreporter, dessen Leben nach dem Verlust seiner Freundin und seiner Spielsucht endlich in geordneten Bahnen verläuft. Plötzlich jedoch reist er durch die Zeit und landet im Jahr 1987. Dort rettet er einem Mann das Leben und begleitet ihn anschließend durch verschiedene Stationen in dessen Leben. Seine Frau Katie Vasser und sein Bruder Jack Vasser halten ihn derweil für verrückt. Er kann schließlich seine Ehefrau überzeugen, sein Bruder jedoch bleibt misstrauisch. Immer wieder muss Dan durch die Zeit reisen und trifft schließlich seine verschollene Liebe Olivia „Livia“ Beale, die genau wie er ein Zeitspringer ist. Gemeinsam müssen sie in der Vergangenheit das Leben von einzelnen Personen beeinflussen. Unter diesem ständigen Wechseln leidet Dans Privat- und berufliches Leben. Zudem wird Jack immer misstrauischer. Als dieser hinter das Geheimnis kommt, hilft er seinem Bruder nach Kräften. Von dem mysteriösen Wissenschaftler Professor Langley erfährt Dan, dass er der letzte einer Reihe von Zeitspringern ist und er seine Gabe geheim halten muss.

## Charaktere

### Hauptfiguren

#### Dan Vasser
Dan Vasser ist Zeitungsreporter und lebt zusammen mit seiner Frau Katie und seinem Sohn Zack in San Francisco. Er kann seine Zeitsprünge weder kontrollieren noch herauszögern. Anscheinend ohne eigene Kontrolle wird er einfach in den Strudel der Ereignisse geworfen und muss in der Vergangenheit selbstständig seinen Auftrag und die Person herausfinden. Hat er seine Aufgabe beendet, landet er wieder in der Gegenwart. Vor seiner Ehe mit Katie litt er nach dem vermeintlichen Tod seiner Freundin unter Spielsucht.

#### Katie Vasser
Katie Vasser ist Dans Ehefrau und Mutter des gemeinsamen Sohns Zack. Vor Dan hatte sie eine Beziehung mit dessen Bruder Jack und war eine Fernsehreporterin. Sie ist zunächst die einzige Person, die von den Zeitsprüngen ihres Ehemannes weiß und unterstützt ihren Ehemann nach Kräften. Sie nimmt später in der Serie wieder ihren alten Beruf auf.

#### Olivia Beale
Olivia Beale, genannt „Livia“, ist Dans ehemalige Lebensgefährtin. Sie wurde nach einem Flugzeugunglück für tot erklärt, in Wahrheit stammt sie jedoch aus dem Jahr 1948. Wie Dan ist sie ein Zeitspringer, der jedoch schon wesentlich länger aktiv ist und während eines längeren Aufenthalts in den späten 1980ern eine Beziehung mit Dan einging. Sie springt meistens in die gleiche Zeit wie Dan und unterstützt ihn bei seinen Missionen.

#### Jack Vasser
Jack Vasser ist Dans Bruder und arbeitet als Polizist in San Francisco. Er ist sehr neugierig und verdächtigt Dan, wieder zu spielen. Besorgt um seine Exfreundin Katie schnüffelt er Dan hinterher und sorgt unter anderem für eine FBI-Untersuchung, da er einen Geldschein vom berühmten Flugzeugentführer Dylan McCleen bei Dan findet und diesen in ein Labor zur Untersuchung schickt. Mit der Zeit kommt er aber hinter das Geheimnis seines Bruders und unterstützt ihn.

### Nebencharaktere
Hugh Skillen ist Dans Chef beim San Francisco Register. Er ist außerdem ein alter Freund der Familie.
Zack Vasser ist der Sohn von Katie und Dan. Er sieht einmal seinen Vater bei einem Zeitsprung.

## Episoden
| Episode   | Deutscher Titel               | Originaltitel                | Erstausstrahlung RTL 2 | Erstausstrahlung NBC |
| --------- | ----------------------------- | ---------------------------- | ---------------------- | -------------------- |
| 1 (1-01)  | Die Erste Reise               | A Love of A Lifetime         | 25. April 2009         | 24. September 2007   |
| 2 (1-02)  | Sinn des Lebens               | Friendly Skies               | 25. April 2009         | 1. Oktober 2007      |
| 3 (1-03)  | Erdbeben                      | Game Three                   | 2. Mai 2009            | 8. Oktober 2007      |
| 4 (1-04)  | Notwehr                       | The Year of the Rabbit       | 2. Mai 2009            | 15. Oktober 2007     |
| 5 (1-05)  | Die Legende von Dylan McCleen | The Legend of Dylan McCleen  | 2. Mai 2009            | 22. Oktober 2007     |
| 6 (1-06)  | Brüder                        | Keepers                      | 9. Mai 2009            | 29. Oktober 2007     |
| 7 (1-07)  | Beziehungshilfe               | Double Down                  | 16. Mai 2009           | 5. November 2007     |
| 8 (1-08)  | Richtungswechsel              | Winterland                   | 16. Mai 2009           | 12. November 2007    |
| 9 (1-09)  | Emily                         | Emily (Part 1 of 2)          | 23. Mai 2009           | 19. November 2007    |
| 10 (1-10) | Kindheitstrauma               | Blowback (Part 2 of 2)       | 23. Mai 2009           | 26. November 2007    |
| 11 (1-11) | Von Vätern und Söhnen         | Home by Another Way          | 30. Mai 2009           | 10. Dezember 2007    |
| 12 (1-12) | Schmetterlingseffekt          | The Hanged Man (Part 1 of 2) | 30. Mai 2009           | 17. Dezember 2007    |
| 13 (1-13) | Perfidia                      | Perfidia (Part 2 of 2)       | 30. Mai 2009           | 19. Dezember 2007    |

## Hintergrund
Journeyman – Der Zeitspringer wurde von Kevin Falls erdacht und von 20th Century Fox produziert. Die erste Staffel wurde 2007 auf NBC ausgestrahlt, erreichte aber nicht die nötigen Einschaltquoten für eine zweite Staffel. Auch mehrere Protestaktionen von Fans konnten die Verantwortlichen des Senders nicht umstimmen, eine zweite Staffel in Auftrag zu geben.
RTL II begann am 25. April 2009 mit der Ausstrahlung der Staffel. Je zwei Episoden wurden pro Sendetermin ausgestrahlt. Die letzte Episode der Serie wurde am 30. Mai 2009 ausgestrahlt.